# Cleonice nitiduscula
Cleonice nitiduscula är en tvåvingeart som först beskrevs av Zetterstedt 1859.  Cleonice nitiduscula ingår i släktet Cleonice och familjen parasitflugor. Inga underarter finns listade i Catalogue of Life.